# Dolni Vărpișta, Gabrovo
Dolni Vărpișta (în bulgară Долни Върпища) este un sat în comuna Dreanovo, regiunea Gabrovo,  Bulgaria. 

## Demografie
Componența etnică a satului Dolni Vărpișta
     Nicio identificare (100%)
     Altele (0%)
La recensământul din 2011, populația satului Dolni Vărpișta era de 2 locuitori. . Pentru 100,0% din locuitori nu este cunoscută apartenența etnică.